# Moschops
Moschops – rodzaj terapsyda żyjącego w późnym permie (wczesny kapitan), około 265 milionów lat temu.
Jego szczątki odkryto w regionie Karoo na terenie obecnej Afryki Południowej, która w owym czasie wchodziła w skład superkontynentu o nazwie Pangea. Na odkryte skamieniałości składały się głównie czaszki zwierzęcia (w dużej liczbie) oraz towarzyszące im elementy szkieletu postkranialnego. Nazwę Moschops nadał mu Robert Broom w roku 1911.

## Budowa
- Było to zwierzę duże, o baryłkowatym tułowiu, mierzące około 5 metrów długości i 2 wysokości. Masa jego ciała wynosiła 700-1000 kg.
- Poruszał się na 4 kończynach.
- Na uwagę zasługuje dość krótka czaszka zwierzęcia, mająca charakterystyczne, dziesięciocentymetrowej grubości zgrubienie. Służyło być może w walkach prowadzonych między poszczególnymi osobnikami. Masywnością czaszki odznaczali się także inni przedstawiciele rodziny Tapinocephalidae do której należał Moschops, jak Struthiocephalus.
- Otwory skroniowe tego synapsyda uległy redukcji.
- Dłutowate zęby wskazują na roślinną dietę zwierzęcia.
- Kończyny przednie były lekko rozchylone na boki, podczas gdy tylne ułożone były pionowo.

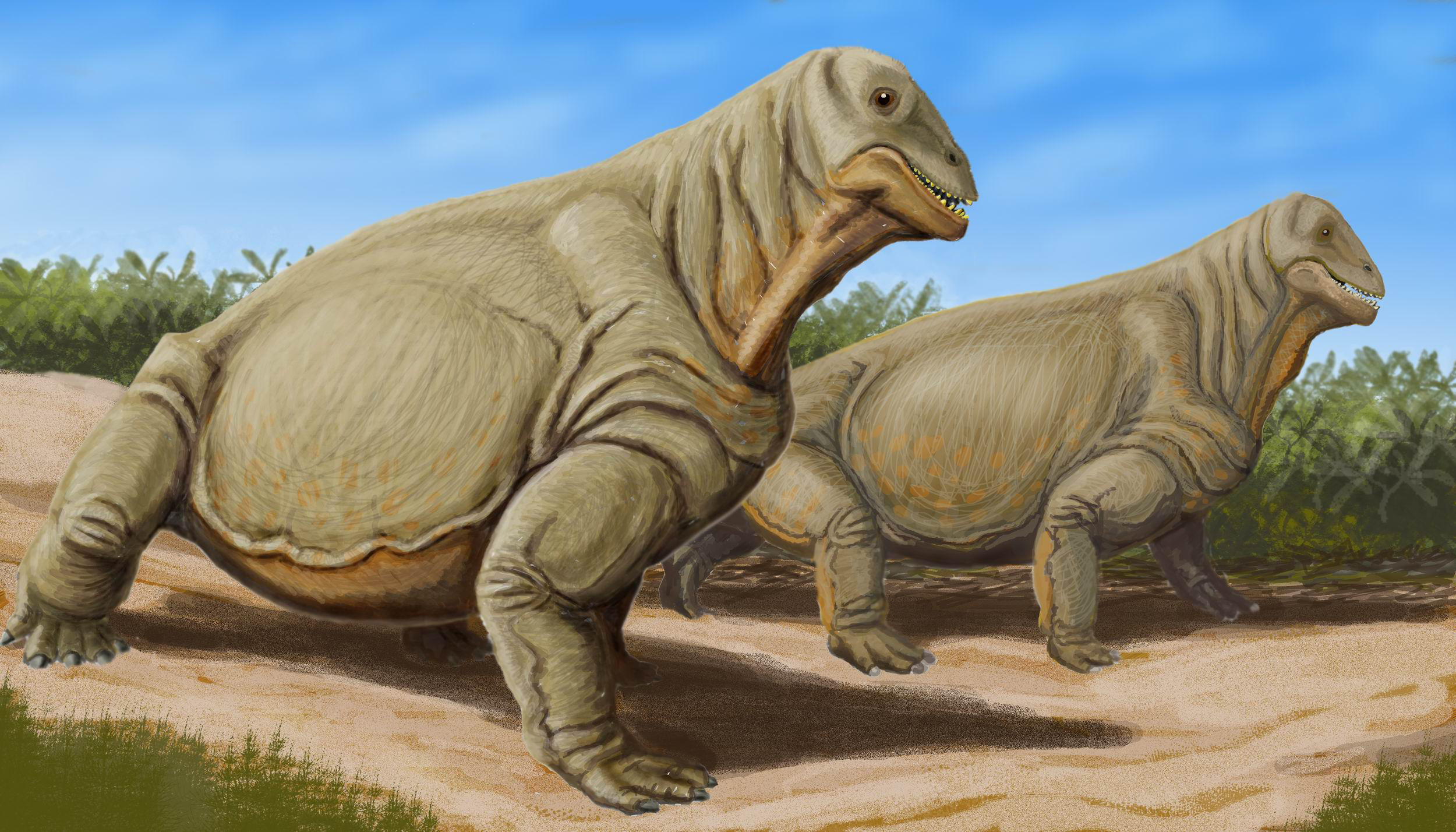

Według Roberta Bakkera był przynajmniej częściowo stałocieplny (terapsydy stanowiły jeden z dwóch rzędów tzw. gadów ssakokształtnych, i to ten bardziej zaawansowany ewolucyjnie, z którego bezpośrednio pochodzą stałocieplne ssaki).
Moschopsy żyły w stadach, być może dla obrony przed takimi zwierzętami jak tytanozuch czy Lycaenops.
Obecnie wyróżniamy dwa gatunki poświadczone dobrze przez materiał kostny: M. capensis i M. koupensis. Niewykluczone jednak, że różnice między nimi świadczą raczej o istnieniu dymorfizmu płciowego w obrębie pojedynczego gatunku. Dwa inne wyszczególnione gatunki: M. whaitsi i M. oweni bazują na bardzo wątpliwych przesłankach.
| ← mln lat temuMoschops |          |            |          |          |           |         |          |         |          |           |      |    |
| Prekambr←4,6 mld       | Kambr541 | Ordowik485 | Sylur443 | Dewon419 | Karbon359 | Perm299 | Trias252 | Jura201 | Kreda145 | Paleog.66 | Ng23 | Q2 |